# حسين باشا الفراري
حسين باشا الفراري سياسي عثماني شغل منصب والي مصر منذ 1698 حتى 1699.